# 倫敦藥房
倫敦藥房（英語：London Drugs）是一家加拿大的零售店，販賣藥物、消費電子、化妝品、雜貨等。總部設在英屬哥倫比亞省列治文市，倫敦藥房當今有77家店面，分佈於英屬哥倫比亞省、亞伯達省、薩克其萬省、和曼尼托巴省。

## 歷史
1945年，倫敦藥房由創辦人山姆·巴斯在溫哥華緬街上開設第一家店面，面積約90m2。該藥房的店名來自於英國倫敦，當時加拿大國王喬治六世的所在地，表現著第二次世界大戰後所期望的和平與繁榮。
1968年，巴斯將倫敦藥房出售給美國的戴林集團（Daylin Inc.）。後來，戴林集團在美國的經營陷入困境，於是在1976年將倫敦藥房出售給由華人企業家雷玉堂領軍的雷學溢集團（H. Y. Louie Group）。在雷學溢集團的運作下，倫敦藥房開始擴張業務範圍，出售包括廚具和照相機在內的各種商品。